# 弗拉基米爾·帕雷
弗拉基米爾·巴甫洛维奇·帕雷亲王（俄语：Владимир Павлович Палей，1897年1月9日—1918年7月18日），俄罗斯帝国贵族。他是沙皇亞歷山大二世之孙，保羅大公的儿子。他也是末代沙皇尼古拉二世的堂弟。
因为他的父母是貴庶通婚，弗拉基米爾出生时并没有任何皇室或大公头衔。1905年，他的堂哥尼古拉二世封弗拉基米爾的母亲为帕雷郡主，因此他被称为帕雷亲王。
1917年二月革命后，他因写了一首关于亚历山大·克伦斯基的诗而一家遭临时政府軟禁。同年俄國十月革命後對貴族大整肅，他被放逐到俄国偏僻地区。1918年，他和几位皇族成员被布尔什维克党员杀害。